# Exocentrus pseudexiguus
Exocentrus pseudexiguus är en skalbaggsart som beskrevs av Stefan von Breuning 1956. Exocentrus pseudexiguus ingår i släktet Exocentrus och familjen långhorningar. Inga underarter finns listade i Catalogue of Life.